# NGC 7022
NGC 7022 је спирална галаксија у сазвежђу Индијанац која се налази на NGC листи објеката дубоког неба.
Деклинација објекта је - 49° 18' 13" а ректасцензија 21h 9m 35,1s. Привидна величина (магнитуда) објекта NGC 7022 износи 13,0 а фотографска магнитуда 14,0. NGC 7022 је још познат и под ознакама ESO 235-65, FAIR 952, PGC 66224.